# Pierre de Manchicourt
Pierre de Manchicourt, także Mancicourt, Manchicurti (ur. około 1510 w Béthune, zm. 5 października 1564 w Madrycie) – franko-flamandzki kompozytor.

## Życiorys
Jako chłopiec był w 1525 roku chórzystą katedry w Arras. W 1539 roku poświadczony jest jako kierownik chóru katedry w Tours. W 1545 roku był kapelmistrzem i kierownikiem chóru chłopięcego katedry w Tournai, jego obecność na tym stanowisku poświadczona jest także w dokumentach z 1553 i 1556 roku. W 1556 roku pełnił funkcję kanonika katedry w Arras. W 1559 roku objął funkcję kierownika kapeli na dworze przebywającego wówczas w Niderlandach króla Filipa II, z którym następnie przeniósł się do Hiszpanii. Przebywał w Segowii i Toledo.

## Twórczość
Komponował msze, motety i chansons. Spośród jego kompozycji wydane zostały Cantiones musicae (Paryż 1539), Modulorum musicorum etc. (Paryż 1545), Missa „Quo abiit dilectus” na 4 głosy (1568) i zbiór motetów na 5–6 głosów (Phalèse 1554), inne zachowały się w rękopisach i drukach zbiorczych.
W swojej twórczości nawiązywał do dorobku Josquina des Prés, wprowadzając często do swoich motetów kanony i nadając im formę repryzową. Większość jego motetów i mszy ma formę przeimitowaną. Msze Manchicourta, utrzymane w 5-częściowym schemacie ordinarium missae, reprezentują typ missa parodia i oparte są na motetach oraz chansons własnych lub autorstwa innych kompozytorów.